# Fredericus Henricus Maria van Straelen

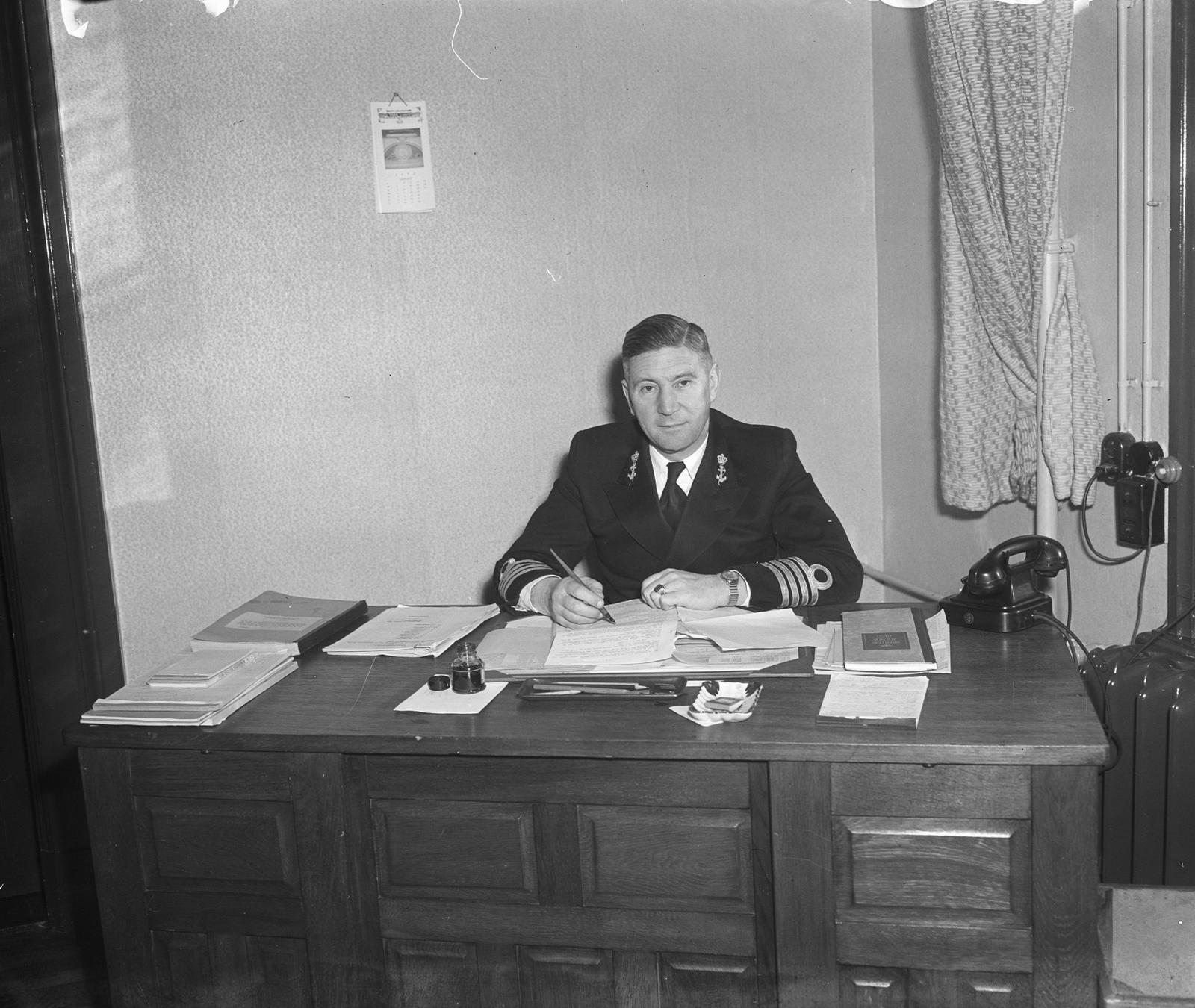
Fredericus Henricus Maria van Straelen, januari 1950

 Fredericus Henricus Maria van Straelen (Utrecht, 16 september 1899 - Waalre, 14 maart 1987) was een Nederlandse vlagofficier.
Van Straelen werd geboren te Utrecht als vierde zoon van Bernardus Cornelis van Straelen en Paulina Maria Dymphna Verlegh. Net als zijn oudere broer Philippus Bernardus Maria van Straelen (de later gesneuvelde commandant van Hr. Ms. Java in de Slag in de Javazee) bezocht hij het Koninklijk Instituut voor de Marine te Willemsoord.
Na afronding van deze opleiding en beëdiging als officier heeft Van Straelen onder andere gediend op Hr.Ms. Hydra, Hr. Ms. Willem van Ewijck en als commandant van Hr. Ms. Abraham van der Hulst, van Her Netherlands Majesty's French Ship Bouclier en van Hr. Ms. Flores.
Tijdens de oorlogsjaren 1940-1945 heeft Van Straelen Britse en Amerikaanse konvooien geëscorteerd op de Atlantische Oceaan. Het Britse Distinguished Service Cross is hem op 1 januari 1942 verleend voor dappere krijgsverrichtingen ter zee.
Na de oorlogsjaren heeft Van Straelen bijgedragen aan de heropbouw van de Koninklijke Marine. Op 1 september 1952 werd hij bevorderd tot schout-bij-nacht en verkreeg hij het commando van de Marine te Willemsoord. Deze functie bekleedde hij tot aan zijn pensioen in 1956.
Van Straelen is overleden te Waalre op 14 maart 1987.